# Tomás Wylie Fernandes
Tomás Wylie Fernandes (Lisboa, 1883 — 1967), conhecido apenas por Tomás Fernandes, foi um oficial do Exército Português que exerceu importantes funções diplomáticas e políticas, entre as quais as de Ministro das Colónias no 33.º governo republicano, em funções de 5 de novembro a 16 de dezembro de 1921. Desempenhou importantes funções durante a Primeira Guerra Mundial e esteve presente em momentos chave, já que foi um dos representantes portugueses nas negociações da entrada de Portugal na guerra e parte integrante da delegação portuguesa na Conferência de Versalhes.

## Biografia
Filho de mãe escocesa, era bilingue, facto que se revelaria útil nas missões diplomáticas que desempenhou. Foi adjunto de Norton de Matos quando este foi Governador de Angola.
Em finais de 1916, foi nomeado Adido Militar Adjunto em Paris, onde teve como grande amigo o futuro embaixador João Chagas. Em finais de 1917 foi transferido para Londres, onde também foi Adido Militar Adjunto. Foi igualmente secretário da delegação portuguesa enviada à Conferência de Versalhes.
Viria posteriormente a ser nomeado representante de Portugal na comissão de reparações de guerra alemãs, pelo que esteve até 1934 em Paris. Depois, já com o Estado Novo, e sendo que se considerou que já não havia razão de ser da sua presença em Paris, que o novo regime alemão rendera inútil, regressou a Lisboa, onde Oliveira Salazar lhe deu funções no Ministério dos Negócios Estrangeiros, sendo nomeado Consultor Económico, funções que desempenhou até se reformar.
Publicou a obra Professor Oliveira Salazar's record : Portugal's financial reconstruction, editada pelo Secretariado da Propaganda Nacional em 1936. O opúsculo foi também editado em francês, como L'Oeuvre du Professeur Salazar (SPN, Lisboa, 1937). Também publicou sobre política colonial.
Foi condecorado, a 2 de novembro de 1934, com o grau de grande-oficial (2.ª classe) da Ordem de Orange-Nassau (Orde van Oranje-Nassau) dos Países Baixos.